# Sarah Pratt
Sarah Pratt, née en 1966, est une actrice française.

## Filmographie
- 2001 : La Bête de miséricorde de Jean-Pierre Mocky : Nathalie Mardet
- 2001 : Brève traversée de Catherine Breillat : Alice
- 2003 : Inquiétudes de Gilles Bourdos
- 2004 : Le Rôle de sa vie de François Favrat : Américaine #1
- 2005 : Douches froides d'Antony Cordier : Examinatrice bac
- 2006 : L'Étrangère de Florence Colombani : Sophie